# ووکمانووو
ووکمانووو (به صربی: Vukmanovo) یک منطقهٔ مسکونی در صربستان است که در نیش واقع شده‌است.